# 陀螺山
24°47′14″N 120°55′49″E / 24.78722°N 120.93028°E
陀螺山是台灣新竹市郊的地名，位於香山區牛埔里三姓橋南方，台鐵縱貫鐵路、汀甫圳和三姓公溪所包圍之地。
陀螺山原有一小山丘，因形狀類似陀螺，而稱之為陀螺山。1899年（明治三十二年）為了興築新竹臺中間的縱貫鐵路而削平陀螺山，目前已經沒有山的遺跡。而在陀螺山丘西北側的聚落，也稱為陀螺山。